# Kummerow (am See)
Kummerow település Németországban, Mecklenburg-Elő-Pomeránia tartományban. Lakosainak száma 544 fő (2023. december 31.).

## Népesség
A település népességének változása:
| Lakosok száma | 605  | 575  | 573  | 568  | 551  | 544  |
|               | 2014 | 2017 | 2019 | 2021 | 2022 | 2023 |